# Zāgheh-ye ‘Olyā
Zāgheh-ye ‘Olyā (persiska: زاغه عليا, زاغه, Zāgheh-ye Bālā, Zāgheh-ye Pā’īn, Zāgheh-ye Soflá, Zāgheh) är en ort i Iran.   Den ligger i provinsen Lorestan, i den västra delen av landet, 300 km sydväst om huvudstaden Teheran. Zāgheh-ye ‘Olyā ligger 1 813 meter över havet och antalet invånare är 2 839.
Terrängen runt Zāgheh-ye ‘Olyā är huvudsakligen kuperad, men åt nordväst är den bergig. Runt Zāgheh-ye ‘Olyā är det ganska tätbefolkat, med 72 invånare per kvadratkilometer. Zāgheh-ye ‘Olyā är det största samhället i trakten. Trakten runt Zāgheh-ye ‘Olyā består i huvudsak av gräsmarker.